# Богаш-де-Байшу
Богаш-де-Байшу (порт. Bogas de Baixo)  —  район (фрегезия) в Португалии,  входит в округ Каштелу-Бранку. Является составной частью муниципалитета Фундан. По старому административному делению входил в провинцию Бейра-Байша. Входит в экономико-статистический  субрегион Кова-да-Бейра, который входит в Центральный регион. Население составляет 275 человек на 2001 год. Занимает площадь 33,90 км².